# Siegersdorf bei Herberstein
Siegersdorf bei Herberstein è una frazione di 290 abitanti del comune austriaco di Feistritztal, nel distretto di Hartberg-Fürstenfeld (Stiria). Già comune autonomo (con i suoi 4,95 km² era il comune meno esteso della nazione), il 1º gennaio 2015 è stato fuso con gli altri ex comuni di Blaindorf, Kaibing, Sankt Johann bei Herberstein e Hirnsdorf per costituire il nuovo comune.